# سيدريك فان دير خون
سيدريك فان دير خون (بالهولندية: Cedric van der Gun)‏ (5 مايو 1979 بلاهاي في هولندا - ) هو لاعب كرة قدم هولندي في مركز الهجوم. شارك مع منتخب هولندا تحت 21 سنة لكرة القدم. أما مع النوادي، فقد لعب مع أدو دين هاغ وأياكس أمستردام وبوروسيا دورتموند ودين بوستش وسوانزي سيتي وفيلم تو تيلبورغ ونادي أوترخت.

## وصلات خارجية
- سيدريك فان دير خون على موقع قاعدة بيانات كرة القدم.إي يو (الإنجليزية)
- سيدريك فان دير خون على موقع بيانات كرة القدم. دي إي (الألمانية)
- سيدريك فان دير خون على موقع Soccerbase.com (لاعب) (الإنجليزية)
- سيدريك فان دير خون على موقع Soccerway.com (الإنجليزية)
- سيدريك فان دير خون على موقع عالم كرة القدم.نت (الإنجليزية)